# 外国勢力の選挙介入
外国勢力の選挙介入（がいこくせいりょくのせんきょかいにゅう）とは、外国勢力がSNSなど使って日本の選挙に介入すること。与党側のデマや極右政党を伸ばすための情報を拡散し日本を分断させて弱体化を狙っている。アメリカなどでも以前から問題となっていた。

## 概要
外国勢力の選挙介入は、SNS（YouTube・X・TikTok・Instagram・Threads）、まとめサイト・掲示板などを使って行われる。選挙介入方法としては、SNSで心理トリック（ダークパターン）を使う。SNSで日本人の感情を揺さぶるような与党側のデマ投稿・ミスリードさせる目的の切り抜き動画投稿など「レイジベイティング」という手法、ミスリードやデマを記事のタイトル入れSNSにリンク投稿する「クリックベイト」という手法。これらをSNSで大量の自動投稿プログラム「ボット（BOT）」を使い拡散。トレンド入りさせて分断を煽る。目的として日本を分断させ弱体化、不安定化させる狙いがある。またロシアが選挙介入の事例では、極右政党や親露派の政党の勢いを伸ばすための拡散工作もしているとされる。

## 2025年参議院選挙
第27回参議院議員通常選挙の期間中にロシアによる選挙介入が発覚した。発端は、一般財団法人情報法制研究所／事務局次長・上席研究員の山本一郎が自身のnoteにて、『参政党を支えたのはロシア製ボットによる反政府プロパガンダ』という記事を投稿し、参議院選においてSNSでロシアが選挙介入し工作している証拠が見つかったとしている。

### ロシアの工作に関係する複数のXアカウントが凍結
山本一郎の記事では、日本のニュースサイトを名乗っている「Japan News Navi」（実態はまとめサイト）などの名が挙がっており、ロシアの選挙介入との関係が指摘された後に、「Japan News Navi」と関係のアカウント「ヒムロ」（@himuro398）「一華」（＠reo218639328632）・「まったりくん」（＠mattaeiver1）等の複数のアカウントは凍結された。また、これらのアカウントは参政党を支持をしていたとされている。
毎日新聞の報道で、凍結されたアカウントは米シンクタンク「大西洋評議会」のデジタルフォレンジック研究所（DFRLab）によって「親ロシア」と指定されたアカウントだったことが分かった
。

### 政府関係者も外国勢力のSNS選挙介入はあると認める
ロシアのSNS選挙介入を受けて読売新聞が、政府関係者に取材すると外国からのSNSを使った選挙介入はあるという。複数の民間のデータ分析会社が日本政府に批判投稿を分析したところ外国から自動投稿プログラムの「ボット（BOT）」を使い引用投稿を繰り返したり、大量に「いいね」を押したりする事例があった。また日米関係の分断をあおるような内容も見られるという。

### 政治家の反応
平将明デジタル相は外国勢力の選挙介入について、一部そういう報告もあるので外国からの介入について検証が必要だとの認識を示した。
後に、インターネット番組にて「言論の自由は当然あるが、外国から影響されて、それ自体を国民が知らなくて、民主主義の結果が左右されるのは駄目だ」と民主主義を守る対策の必要性を強調。外国勢が利用する投稿内容として「政権を不安定にする」「日米の関係を引きはがす」「国際的な信用を失墜させる」「民主主義への信用を失墜させる」などを挙げ、そういった投稿をボットが自動的に拡散し選挙に介入しているので国民がリテラシーを高めたり事業者が自主対応することが重要と述べた。
国民民主党の玉木雄一郎代表は外国勢力のSNS選挙介入について、政府として調査することが大事だ」と述べた。
青木一彦官房副長官は「日本も対象との認識で対応強化」すると述べた。
三原じゅん子内閣府特命担当大臣は、『こども家庭庁解体論』を執拗に投稿していたアカウントの多数が急に凍結されました」と報告。外国勢力介入に対する関係性の様々なご指摘があったのでしっかり調査すべきとの考えを述べた。

### ロシア政府の反応
ロシア外務省のザハロワ情報局長は選挙介入を否定した。また米国がロシアの選挙介入を批判してくることを踏まえ、日本が米国のやり方を「模倣している」とも述べた。

## 海外の外国勢力の選挙介入事例
海外でも外国勢力の選挙介入が発覚し問題視されており対策されている。

### アメリカ
2024年、中国訪問中のブリンケン米国務長官に米CNNがインタビューした中で、中国が米国の今後の選挙に介入しようと試みている証拠を確認したと明らかにした。習近平党総書記らとの会談で、介入を行わないよう伝えたという。

### ルーマニア
2024年11月にルーマニア大統領選が行われたが、ロシアによる選挙介入などがあったとして憲法裁判所は選挙を無効としやり直しを命じた。やり直しの大統領選の決選投票において、「再びロシアによる選挙介入の兆候が見られる」と指摘。偽情報の拡散を確認したと発表した。

### イギリス
2017年、イギリスの欧州連合（ＥＵ）離脱に関する国民投票でロシアの介入が明らかになっている。アメリカ大統領選で発覚した2752件のフェイクアカウントの中に、イギリスの欧州連合（ＥＵ）離脱に関する国民投票の分断の火種になるようなツイートが見つかったと報じられている。

### ドイツ
2025年2月のドイツ総選挙で、ロシア発の偽情報が深刻な問題となった。ドイツ政府はフェイクニュースの投稿が増殖したため不正対策に乗り出した。生成AIを使い極右政党に誘導する巧妙な投稿も目立っていたという。偽情報サイトも100件もあり、背後にロシア軍ともいわれている。

### モルドバ
欧州連合（EU）が、2024年10月、旧ソ連構成国モルドバで20日に実施されたEU加盟の是非を問う国民投票と大統領選にロシアが介入したと発表。ロシアが不正な資金提供や偽情報キャンペーン、サイバー攻撃を含むハイブリッド戦争を仕掛けたと欧州安保協力機構（OSCE）の選挙監視団などの情報で明らかになった。

### ポーランド
2025年5月18日に大統領選の第１回投票が迫る中、ガフコフスキ副首相兼デジタル相がロシアによる前例のない選挙介入の試みに直面していると述べた。重要インフラに攻撃を仕掛けるだけでなく偽情報の拡散もして麻痺させようとしている。選挙がある今年に入ってからロシアによるこうした攻撃への関与が２倍以上に増加していると述べた。

## 海外の対策

### アメリカ
アメリカ国務省は、サイバー攻撃を通じた選挙介入に関与した外国勢力の人物の身元や位置を特定するための情報を提供してくれた場合、最大1000万ドルの報奨金を出すと呼びかけたりしている。

### シンガポール
シンガポールは外国介入対策法(FICA)を2021年10月に可決した。SNSを駆使した外国からの世論操作や、政治家などへの働きかけを規制対象にする。政府は「人種・文化的にも多様なシンガポールは特に海外からの介入を受けやすい」という理由を強調した。